# زائر (فیلم ۱۹۲۳)
زائر (به انگلیسی: The Pilgrim) فیلمی کوتاه و صامت، به کارگردانی چارلی چاپلین با بازی چارلی چاپلین، ادنا پرواینس و تولید سال ۱۹۲۳ می‌باشد.
فیلم زائر در دوره خودش از جنجالی‌ترین فیلمهای چاپلین محسوب می‌شد. مدت فیلم حدود ۴۰ دقیقه است.

## حاشیه‌های فیلم
- آخرین فیلم چاپلین برای کمپانی فرست نشنال
- آخرین بازی مشترک چاپلین و ادنا پرواینس در یک فیلم (در همان سال چاپلین فیلم زن پاریسی را ساخت که محصول یونایتد آرتیستس بود ولی خود چاپلین در آن بازی نداشت و همبازی روبروی پرویانس آدولف منجو بود)
- در سال ۱۹۵۹ زائر مجدداً تدوین شد و چاپلین برای آن ترانه ای سرود که توسط مت مونرو خوانده شد.
- روی لباس زندان چاپلین در فیلم عدد ۲۳ درج شده است.

## داستان فیلم
چارلی از زندان می‌گریزد. او با هویت یک کشیش در جامعه پرسه می‌زند و …